# 交響曲第23番 (モーツァルト)
交響曲第23番 ニ長調 K. 181 (162b) は、ヴォルフガング・アマデウス・モーツァルト1773年に完成させた交響曲。

## 概要
前作から1ヶ月遅れて、1773年の5月19日に完成された日付を持ち、ザルツブルクで作曲された。作曲の動機は定かではない。
前作と同じくイタリア式の交響曲で書かれ、その第4作である。

## 楽器編成
オーボエ2、ホルン2、トランペット2、弦五部。

## 構成
全3楽章で構成され、演奏時間は約8分。全楽章は切れ目なく演奏される。
- 第1楽章 アレグロ・スピリトーソ
ニ長調、4分の4拍子、ソナタ形式。
- 第2楽章 アンダンティーノ・グラツィオーソ
ト長調、8分の3拍子。
ここではオーボエによるシチリアーノ主題が奏でられる。
- 第3楽章 プレスト・アッサイ
ニ長調、4分の2拍子、ロンド形式。